# Pandora (bande dessinée)
Pour les articles homonymes, voir Pandora.
Pandora est une série de bande dessinée d'heroic fantasy française publiée par Vents d'Ouest entre 2001 et 2005. Elle est écrite par Éric Stoffel, dessinée par Thomas Allart et coloriée par Bruno Pradelle.

## Albums
- Pandora, Vents d'Ouest :

1. Le Régent fou, 2001  (ISBN 2-86967-965-3).
2. Les Flibustiers du grand fleuve, 2002  (ISBN 2-86967-980-7).
3. Le Porteur du Nôth, 2003  (ISBN 2-7493-0085-1).
4. L’Île de Tohu-Bohu, 2005  (ISBN 2-7493-0128-9).

- Pandora (intégrale), Vents d'Ouest, coll. « [Les Intégrales] », 2012  (ISBN 978-2-7493-0685-8).